# Joaquim de Bassols i de Maranyosa
Joaquim de Bassols i de Maranyosa (castellà: Joaquín Bassols)  (Barcelona, 13 d'octubre de 1797 - Madrid, 12 de febrer de 1877) va ser un militar i polític català.

## Biografia
Miliar d'ideologia liberal, Prengué part en totes les lluites civils del segle xix a Catalunya (primera guerra carlina, guerra dels Matiners, etc) i ascendí a general per mèrits de guerra. Durant la regència de Maria Cristina va participar en el pronunciament a favor de Baldomero Espartero i fou elegit diputat per Lleida en 1841 en substitució de Rafael Degollada. Durant el regnat d'Isabel II fou governador militar de Barcelona i de Menorca, capità general de les Illes Balears, capità general d'Aragó i de Castella la Nova.
Va donar suport a la revolució de 1868 i durant uns mesos fou Capità General de Catalunya. Durant el regnat d'Amadeu I, entre octubre i desembre de 1871 fou ministre de Guerra en el gabinet dirigit per José Malcampo y Monge. En les eleccions d'abril de 1872 fou escollit senador per la província de Badajoz i en les d'agost de 1872 fou escollit senador per les Illes Balears.
En el terreny personal practicà l'espiritisme. Un renebot seu, Domènec de Miquel i Bassols, va ser diputat carlí durant el Sexenni Democràtic.